# Matthias Flacius, o Jovem
Matthias Flacius, o Jovem (Braunschweig, 12 de Setembro de 1547 — Rostock, 27 de Abril de 1593) foi Doutor em Medicina e professor de filosofia e lógica aristotélica da Universidade de Rostock. Era filho do teólogo Matthias Flacius (1520-1575). Sua mãe Elizabeth teve cerca de onze filhos com seu pai. Em 1562 seu pai o enviou para estudar em Estrasburgo para estudar filosofia.
Em agosto de 1572 matriculou-se na Universidade de Rostock, tendo recebido seu diploma de doutorado em 1 de abril de 1574. Nesse mesmo ano ele se matriculou na Faculdade de Medicina. Em 27 de abril de 1579 ele é citado como professor da Faculdade de Filosofia. Em 23 de setembro de 1581, aos 33 anos, ele se forma Doutor em Medicina defendendo a tese: "De cattarrho; ward darauf zum Dr Med prom".
Em 1580 Johann VII, Duque de Mecklenburgo-Schwerin (1558-1592) o nomeou como professor da universidade. Durante toda sua vida publicou cerca de 17 obras. Em 1592, ele trocou sua cadeira de Filosofia pela médica, tornando-se professor de Medicina Prática.  Morreu aos 27 de abril de 1593 aos 46 anos de idade.

## Obras
- Commentariorum physicorum de vita et morte. 1584
- Opus logicum In Organon Aristotelis Stagiritae. 1593
- Disputationum partim physicarum partim medicarum. ... editio secunda - 1602
- Resp. Propositiones de catarrho. Præs. H. Brucaeo - 1581